# Тутов
Тутов (нем. Tutow) — община в Германии, в земле Мекленбург-Передняя Померания. Входит в состав управления Ярмен-Тутов (район Передняя Померания-Грайфсвальд). Население составляет 1233 человека (на 31 декабря 2010 года). Занимает площадь 6,05 км².

## География
Тутов является частью управления Ярмен-Тутов, с 2011 года входящего в состав района Передняя Померания-Грайфсвальд. Ярмен-Тутов расположен примерно в 20 км к югу от районного центра Грайфсвальд, в 35 км к западу от Вольгаста и в 45 км к северу от Нойбранденбурга. Через Тутов проходит федеральная автомобильная трасса B 110.

## История
Человеческие поселения на месте современного Тутова возникли в каменном веке — на это указывают несколько мегалитических захоронений. На холме к югу от федеральной трассы B 110 располагается древнее славянское городище площадью около 2 га, известное как «Старый город». К западу от него, в болотистой местности, вода из которой некогда питала крепостной ров, находится средневековое городище, известное как Вальберг или «Старые шанцы». Это поселение было, по оценке историков, уничтожено в XIII веке.
Между современным Тутовом и Деммином существует деревня, также носящая название Тутов и основанная раньше муниципалитета Тутов. До конца Второй мировой войны эта деревня была частью имения баронского рода Собек фон Крукков и в дальнейшем стала частью общины Крукков.
Современная община Тутов основана на землях, которые барон Собек фон Крукков в 1934 году продал ВВС Германии. Частью планов военного руководства Третьего рейха было строительство в этом районе военного аэродрома с прилегающим посёлком, включающим жилые комплексы для военнослужащих и служебные постройки. Строительство было завершено в 1938 году, и в октябре того же года посёлок Тутов с населением 1163 человека был включён в государственный реестр городов. При аэродроме действовала лётная школа, туда же во время Второй мировой войны были переведены из Анклама некоторые цеха предприятия Arado, где велась сборка самолётов Fw 190. В 1942—1944 годах Тутов трижды подвергался авианалётам ВВС Армии США; в результате последнего налёта, 29 мая 1944 года, были сильно повреждены и аэродром, и посёлок при нём.
После окончания войны Тутов вошёл в состав вначале советской зоны оккупации, а затем Германской Демократической Республики как часть округа Нойбранденбург. В 1946—1947 годах военная инфраструктура Тутова была демонтирована в соответствии с Потсдамским соглашением, а в посёлок заселены беженцы из других районов Германии. Новые жители принимали участие как в ликвидации военных построек Третьего рейха, так и в строительстве новой бетонной взлётно-посадочной полосы длиной 2100 м в 1952 году. К концу 1970-х годов Тутов представлял собой город типовой застройки с полным комплексом общественных зданий, включая школу на 400 учащихся. В послевоенные годы была построена консервная фабрика, среди прочих товаров выпускавшая фирменную «Тутовскую горчицу». В 1980 году аэродром был передан Советской армии и начались его расширение и модернизация. В 1983—1987 годах были построены дополнительные жилые массивы, школа и другие общественные здания; бо́льшая часть новой застройки была огорожена стеной.
После объединения Германии и вывода советских войск с территории бывшей ГДР аэродром Турова был закрыт. В 1992 году производство горчицы было также переведено из города в другое место. Городские власти выкупили большинство общественных зданий аэродромного посёлка. Жилищный бум 1990-х годов привёл к заметному росту численности населения Тутова (с 1300 жителей в 1993 году до примерно 2250 годом позже), был построен новый потребительский центр, включавший аптеку, булочную, мясной магазин и супермаркет. Планировалось новое расширение аэропорта, постройка парка развлечений и завода по производству солнечных батарей. Однако позже, с ростом безработицы в Западной Померании, начался отток молодого населения. В начале 2000-х годов из 1700 жителей Тутова 60 % были безработными; закрылись булочная, гостиница, стоматологическая клиника, отделение банка, а из-за снижения числа семей с детьми — и школа.
В 2004 году Тутов вошёл в состав нового управления Ярмен-Тутов. Помимо собственно Ярмена и Тутова, в новое образование были включены коммуны Альт-Теллин, Бенцин, Даберков, Крукков и Фёльшов. В 2010 году в здании бывшей консервной фабрики был открыт музей ГДР.